# 이케시아
이케시아는 리그 오브 레전드의 스토리 세계관속 국가로, 리그 오브 레전드의 3대 대륙(룬테라의 발로란, 슈리마, 아이오니아)중 슈리마 남부에 있는 국가이며 현재는 슈리마 제국의 속국이자 자치구로 존재한다.

소속 챔피언으론 잭스가 유일하다.